# Masikan
Masikan (arab. ماسيكان) – wieś w Syrii, w muhafazie Aleppo, w dystrykcie Afrin. W 2004 roku liczyła 424 mieszkańców.